# Ardjanire III
Ardjanire III est un village du Cameroun situé dans la Région de l'Extrême-Nord, le département du Diamaré, l’arrondissement de Bogo, et le canton de Bogo-Sud. 

## Population
Lors du recensement de 2005, on y a dénombré 223 habitants, dont 108 hommes et 115 femmes.